# Đội tuyển bóng đá quốc gia Serbia
Đội tuyển bóng đá quốc gia Serbia (tiếng Serbia: Фудбалска репрезентација Србије, đã Latinh hoá: Fudbalska reprezentacija Srbije),  là đội tuyển của Hiệp hội bóng đá Serbia và đại diện cho Serbia trên bình diện quốc tế.
Sau sự tan rã của CHLB XHCN Nam Tư và đội tuyển bóng đá của quốc gia này vào năm 1992, Serbia đã được đại diện (cùng với Montenegro) trong đội tuyển bóng đá quốc gia CHLB Nam Tư mới. Mặc dù đủ điều kiện tham dự Euro 92, đội đã bị cấm tham gia giải đấu do các lệnh trừng phạt quốc tế, với phán quyết cũng được thi hành cho các vòng loại World Cup 94 và Euro 96. Đội tuyển quốc gia đã chơi trận giao hữu đầu tiên vào tháng 12 năm 1994, và với việc nới lỏng các biện pháp trừng phạt, thế hệ vàng của những năm 1990 cuối cùng đã tham dự World Cup 98, lọt vào vòng 16 đội và tứ kết tại Euro 2000. Đội tuyển quốc gia đã chơi ở các giải đấu FIFA World Cup 2006, 2010, 2018 và 2022 nhưng đều không thể vượt qua vòng bảng trong mỗi giải đấu.
Từ tháng 2 năm 2003 đến tháng 6 năm 2006, Serbia tham gia với tên gọi Serbia và Montenegro do sự thay đổi tên quốc gia. Sau cuộc trưng cầu dân ý năm 2006, Montenegro tuyên bố độc lập, dẫn đến việc các liên đoàn bóng đá riêng biệt dẫn đến việc các đội được đổi tên và thành lập đội tuyển bóng đá quốc gia Serbia có chủ quyền. Serbia được FIFA và UEFA coi là đội tuyển quốc gia kế thừa chính thức của cả Vương quốc Nam Tư / CHLB XHCN Nam Tư và các đội tuyển bóng đá quốc gia CHLB Nam Tư / Serbia và Montenegro.

## Kình địch

### Croatia
Kình địch này là một trong những đối thủ bóng đá cạnh tranh nhất ở châu Âu. Sự cạnh tranh bắt nguồn từ nguồn gốc chính trị, và được Goal.com liệt kê là một trong mười cuộc cạnh tranh quốc tế lớn nhất và là đối thủ bóng đá có tính chính trị nhất theo Bleacher Report. Hai bên bắt đầu kình địch bóng đá vào năm 1990 khi họ là một phần của Nam Tư, đã giải thể sau một loạt các cuộc chiến tranh. Hai quốc gia đã chơi bốn lần, trong đó Croatia thắng một và hòa ba trận còn lại.

### Albania
Sự cạnh tranh bắt nguồn từ nguồn gốc chính trị và vấn đề Kosovo.

## Hình ảnh đội tuyển
Huy hiệu của Hiệp hội bóng đá Serbia được mô phỏng theo cây thánh giá của Serbia trên quốc huy của Serbia. Nó bao gồm một phiên bản sửa đổi của bốn thiên thạch và thánh giá, với việc bổ sung một quả bóng đá. Đội được đặt biệt danh "Đại bàng" ( tiếng Serbia Cyrillic: Орлови) liên quan đến con đại bàng hai đầu màu trắng, một biểu tượng quốc gia của Serbia. Vào năm 2022, Hiệp hội bóng đá Serbia đã ra mắt một biểu tượng mới dành riêng cho đội tuyển quốc gia cho các mục đích thương hiệu và tiếp thị. Huy hiệu của hiệp hội trước đó đã được thay thế bằng một logo cách điệu lấy cảm hứng từ quốc huy nhỏ hơn của Cộng hòa Serbia.
Trong nhiều năm sau khi CHLB XHCN Nam Tư giải thể, đội tuyển quốc gia này đã trải qua một cuộc khủng hoảng tên gọi, mặc dù tên của nó, được coi là đại diện trên thực tế của Serbia. Từ năm 1994 đến 2006, bài quốc ca lỗi thời và không được ưa chuộng của thời Cộng sản "Hej, Sloveni" thường bị những người ủng hộ nhà chế nhạo, la ó và huýt sáo khi các cầu thủ không hát lời bài hát. Trong giai đoạn này, đội tiếp tục chính thức mang biệt danh cũ "Plavi" ( The Blues ), huy hiệu và thiết kế bộ đồ thể hiện của bộ ba màu cờ Nam Tư.
Sau sự ly khai của Montenegro vào năm 2006, đội tuyển quốc gia sử dụng áo sơ mi đỏ, quần đùi xanh và tất trắng để tôn vinh ba màu Serbia. Từ năm 2010 đến năm 2016, một họa tiết chữ thập lấy cảm hứng từ quốc huy của đất nước đã được kết hợp trên áo đấu. Trong những năm gần đây, Serbia đã sử dụng đồng phục toàn màu đỏ do các quy định nghiêm ngặt của FIFA. Bộ quần áo sân khách có màu trắng truyền thống với quần đùi màu xanh hoặc trắng.

### CHLB Nam Tư / Serbia & Montenegro

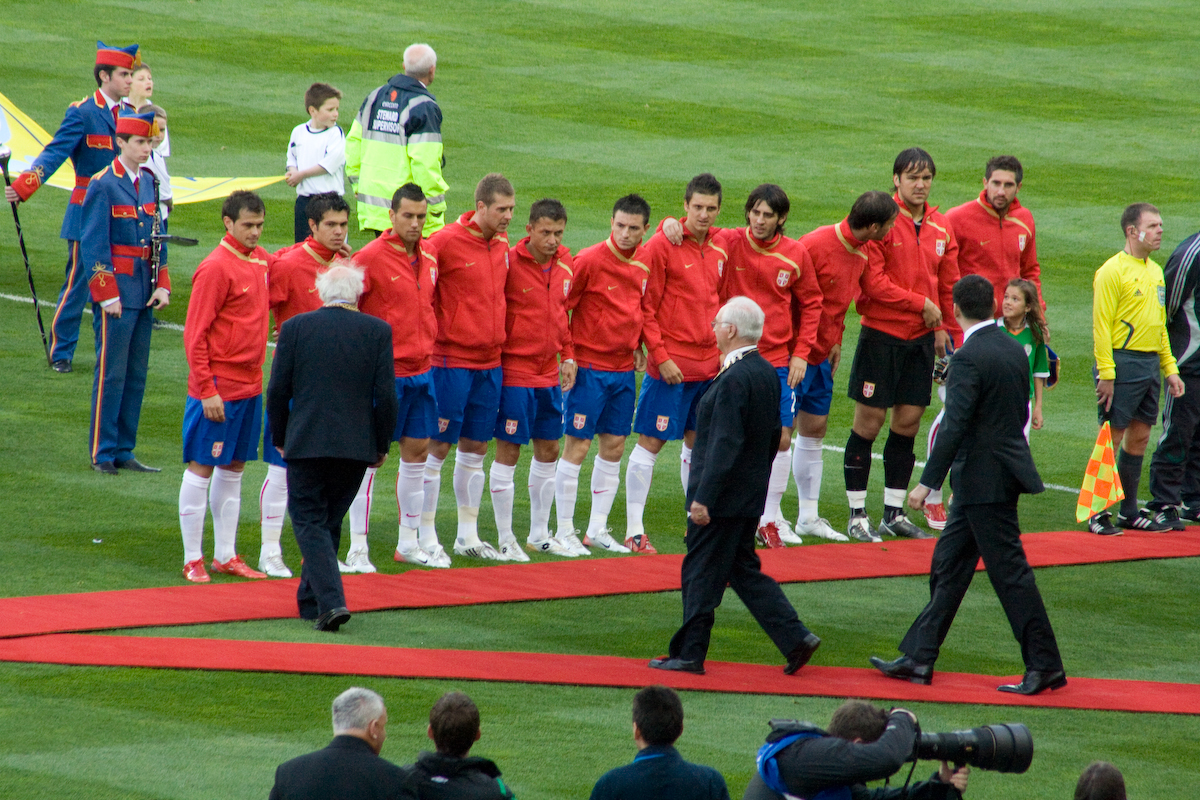
Đội tuyển Serbia trước trận giao hữu với Ireland tại Dublin vào tháng 5 năm 2008.

| 1992 | 1994 | 1998 | 2000 | 2004 | 2006 |  |

### Serbia
| 2006–2008 | 2008–2010 | 2010–2012 | 2012–2014 | 2014–2016 | 2016–2018 | 2018–2020 | 2020–2022 | 2022– |

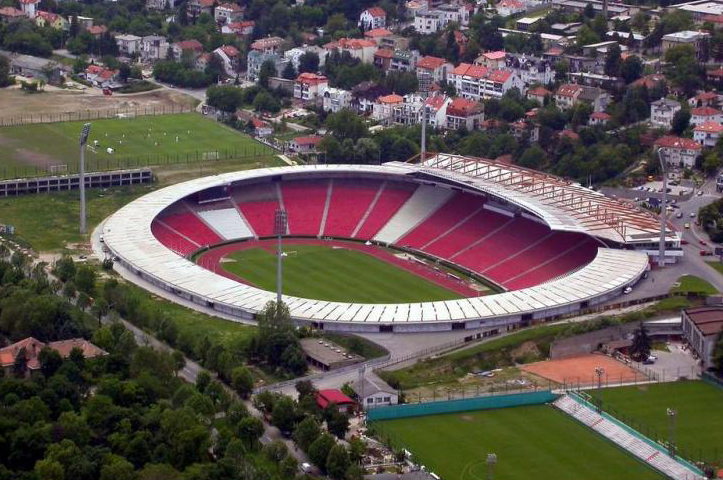
Sân vận động Rajko Mitić có sức chứa 53.000 là sân vận động lớn nhất ở Serbia và thường được sử dụng cho các trận đấu quốc tế.

Serbia không có sân vận động quốc gia chính thức và đội đã thi đấu ở nhiều sân khác nhau trên khắp đất nước. Sân vận động Rajko Mitić là địa điểm nổi tiếng nhất sau Sân vận động Partizan, cả hai sân đều nằm ở thủ đô Belgrade.

### Nhà tài trợ trang phục thi đấu
Vào tháng 7 năm 2014, một mối quan hệ đối tác đã được công bố giữa Hiệp hội bóng đá Serbia và nhà sản xuất Anh Umbro, nhà cung cấp chính thức của Serbia trước khi Puma tiếp quản vị trí tài trợ các bộ trang phục sân nhà và sân khách của họ, ra mắt vào ngày 7 tháng 9 năm 2014 trong trận giao hữu với Pháp. Vào ngày 7 tháng 9 năm 2014, Serbia đã tiết lộ bộ trang phục thi đấu mới nhất của họ cũng được mặc tại chiến dịch vòng loại UEFA Euro 2016.
| Nhà tài trợ | Giai đoạn |
| ----------- | --------- |
| Adidas      | 1974–2002 |
| Lotto       | 2002–2006 |
| Nike        | 2006–2014 |
| Umbro       | 2014–2018 |
| Puma        | 2018–nay  |

## Danh hiệu
Do Serbia là quốc gia kế tục Nam Tư nên tất cả các danh hiệu này thuộc về đội tuyển Serbia.
- Vô địch châu Âu: 0

Á quân: 1960; 1968
- Bóng đá nam tại Olympic:

 1960
 1948; 1952; 1956
 1984

## Thành tích quốc tế

### Giải vô địch bóng đá thế giới
| Năm                               | Kết quả                  | St                       | T                        | H                        | B                        | Bt                       | Bb                       |
| Dưới tư cách Nam Tư               | Dưới tư cách Nam Tư      | Dưới tư cách Nam Tư      | Dưới tư cách Nam Tư      | Dưới tư cách Nam Tư      | Dưới tư cách Nam Tư      | Dưới tư cách Nam Tư      | Dưới tư cách Nam Tư      |
| --------------------------------- | ------------------------ | ------------------------ | ------------------------ | ------------------------ | ------------------------ | ------------------------ | ------------------------ |
| 1930                              | Hạng tư                  | 3                        | 2                        | 0                        | 1                        | 7                        | 7                        |
| 1934                              | Không vượt qua vòng loại | Không vượt qua vòng loại | Không vượt qua vòng loại | Không vượt qua vòng loại | Không vượt qua vòng loại | Không vượt qua vòng loại | Không vượt qua vòng loại |
| 1938                              | Không vượt qua vòng loại | Không vượt qua vòng loại | Không vượt qua vòng loại | Không vượt qua vòng loại | Không vượt qua vòng loại | Không vượt qua vòng loại | Không vượt qua vòng loại |
| 1950                              | Vòng 1                   | 3                        | 2                        | 0                        | 1                        | 7                        | 3                        |
| 1954                              | Tứ kết                   | 3                        | 1                        | 1                        | 1                        | 2                        | 3                        |
| 1958                              | Tứ kết                   | 4                        | 1                        | 2                        | 1                        | 7                        | 7                        |
| 1962                              | Hạng tư                  | 6                        | 3                        | 0                        | 3                        | 10                       | 7                        |
| 1966                              | Không vượt qua vòng loại | Không vượt qua vòng loại | Không vượt qua vòng loại | Không vượt qua vòng loại | Không vượt qua vòng loại | Không vượt qua vòng loại | Không vượt qua vòng loại |
| 1970                              | Không vượt qua vòng loại | Không vượt qua vòng loại | Không vượt qua vòng loại | Không vượt qua vòng loại | Không vượt qua vòng loại | Không vượt qua vòng loại | Không vượt qua vòng loại |
| 1974                              | Vòng 2                   | 6                        | 1                        | 2                        | 3                        | 12                       | 7                        |
| 1978                              | Không vượt qua vòng loại | Không vượt qua vòng loại | Không vượt qua vòng loại | Không vượt qua vòng loại | Không vượt qua vòng loại | Không vượt qua vòng loại | Không vượt qua vòng loại |
| 1982                              | Vòng 1                   | 3                        | 1                        | 1                        | 1                        | 2                        | 2                        |
| 1986                              | Không vượt qua vòng loại | Không vượt qua vòng loại | Không vượt qua vòng loại | Không vượt qua vòng loại | Không vượt qua vòng loại | Không vượt qua vòng loại | Không vượt qua vòng loại |
| 1990                              | Tứ kết                   | 5                        | 3                        | 1                        | 1                        | 8                        | 6                        |
| Dưới tư cách Serbia và Montenegro |                          |                          |                          |                          |                          |                          |                          |
| 1994                              | Bị cấm thi đấu           | Bị cấm thi đấu           | Bị cấm thi đấu           | Bị cấm thi đấu           | Bị cấm thi đấu           | Bị cấm thi đấu           | Bị cấm thi đấu           |
| 1998                              | Vòng 2                   | 4                        | 2                        | 1                        | 1                        | 5                        | 4                        |
| 2002                              | Không vượt qua vòng loại | Không vượt qua vòng loại | Không vượt qua vòng loại | Không vượt qua vòng loại | Không vượt qua vòng loại | Không vượt qua vòng loại | Không vượt qua vòng loại |
| 2006                              | Vòng 1                   | 3                        | 0                        | 0                        | 3                        | 2                        | 10                       |
| Dưới tư cách Serbia               |                          |                          |                          |                          |                          |                          |                          |
| 2010                              | Vòng 1                   | 3                        | 1                        | 0                        | 2                        | 2                        | 3                        |
| 2014                              | Không vượt qua vòng loại | Không vượt qua vòng loại | Không vượt qua vòng loại | Không vượt qua vòng loại | Không vượt qua vòng loại | Không vượt qua vòng loại | Không vượt qua vòng loại |
| 2018                              | Vòng 1                   | 3                        | 1                        | 0                        | 2                        | 2                        | 4                        |
| 2022                              | Vòng 1                   | 3                        | 0                        | 1                        | 2                        | 5                        | 8                        |
| 2026                              | Chưa xác định            | Chưa xác định            | Chưa xác định            | Chưa xác định            | Chưa xác định            | Chưa xác định            | Chưa xác định            |
| 2030                              | Chưa xác định            | Chưa xác định            | Chưa xác định            | Chưa xác định            | Chưa xác định            | Chưa xác định            | Chưa xác định            |
| 2034                              | Chưa xác định            | Chưa xác định            | Chưa xác định            | Chưa xác định            | Chưa xác định            | Chưa xác định            | Chưa xác định            |
| Tổng cộng                         | 13/22 2 lần hạng tư      | 49                       | 18                       | 9                        | 22                       | 71                       | 71                       |

### Giải vô địch châu Âu
| Năm                               | Kết quả                  | St                       | T                        | H                        | B                        | Bt                       | Bb                       |
| Dưới tư cách Nam Tư               | Dưới tư cách Nam Tư      | Dưới tư cách Nam Tư      | Dưới tư cách Nam Tư      | Dưới tư cách Nam Tư      | Dưới tư cách Nam Tư      | Dưới tư cách Nam Tư      | Dưới tư cách Nam Tư      |
| --------------------------------- | ------------------------ | ------------------------ | ------------------------ | ------------------------ | ------------------------ | ------------------------ | ------------------------ |
| 1960                              | Á quân                   | 2                        | 1                        | 0                        | 1                        | 6                        | 6                        |
| 1964                              | Không vượt qua vòng loại | Không vượt qua vòng loại | Không vượt qua vòng loại | Không vượt qua vòng loại | Không vượt qua vòng loại | Không vượt qua vòng loại | Không vượt qua vòng loại |
| 1968                              | Á quân                   | 3                        | 1                        | 1                        | 1                        | 2                        | 3                        |
| 1972                              | Không vượt qua vòng loại | Không vượt qua vòng loại | Không vượt qua vòng loại | Không vượt qua vòng loại | Không vượt qua vòng loại | Không vượt qua vòng loại | Không vượt qua vòng loại |
| 1976                              | Hạng tư                  | 2                        | 0                        | 0                        | 2                        | 4                        | 7                        |
| 1980                              | Không vượt qua vòng loại | Không vượt qua vòng loại | Không vượt qua vòng loại | Không vượt qua vòng loại | Không vượt qua vòng loại | Không vượt qua vòng loại | Không vượt qua vòng loại |
| 1984                              | Vòng 1                   | 3                        | 0                        | 0                        | 3                        | 2                        | 10                       |
| 1988                              | Không vượt qua vòng loại | Không vượt qua vòng loại | Không vượt qua vòng loại | Không vượt qua vòng loại | Không vượt qua vòng loại | Không vượt qua vòng loại | Không vượt qua vòng loại |
| 1992                              | Bị cấm thi đấu           | Bị cấm thi đấu           | Bị cấm thi đấu           | Bị cấm thi đấu           | Bị cấm thi đấu           | Bị cấm thi đấu           | Bị cấm thi đấu           |
| Dưới tư cách Serbia và Montenegro |                          |                          |                          |                          |                          |                          |                          |
| 1996                              | Bị cấm thi đấu           | Bị cấm thi đấu           | Bị cấm thi đấu           | Bị cấm thi đấu           | Bị cấm thi đấu           | Bị cấm thi đấu           | Bị cấm thi đấu           |
| 2000                              | Tứ kết                   | 4                        | 1                        | 1                        | 2                        | 8                        | 13                       |
| 2004                              | Không vượt qua vòng loại | Không vượt qua vòng loại | Không vượt qua vòng loại | Không vượt qua vòng loại | Không vượt qua vòng loại | Không vượt qua vòng loại | Không vượt qua vòng loại |
| Dưới tư cách Serbia               |                          |                          |                          |                          |                          |                          |                          |
| 2008                              | Không vượt qua vòng loại | Không vượt qua vòng loại | Không vượt qua vòng loại | Không vượt qua vòng loại | Không vượt qua vòng loại | Không vượt qua vòng loại | Không vượt qua vòng loại |
| 2012                              | Không vượt qua vòng loại | Không vượt qua vòng loại | Không vượt qua vòng loại | Không vượt qua vòng loại | Không vượt qua vòng loại | Không vượt qua vòng loại | Không vượt qua vòng loại |
| 2016                              | Không vượt qua vòng loại | Không vượt qua vòng loại | Không vượt qua vòng loại | Không vượt qua vòng loại | Không vượt qua vòng loại | Không vượt qua vòng loại | Không vượt qua vòng loại |
| 2020                              | Không vượt qua vòng loại | Không vượt qua vòng loại | Không vượt qua vòng loại | Không vượt qua vòng loại | Không vượt qua vòng loại | Không vượt qua vòng loại | Không vượt qua vòng loại |
| 2024                              | Vòng 1                   | 3                        | 0                        | 2                        | 1                        | 1                        | 2                        |
| 2028                              | Chưa xác định            | Chưa xác định            | Chưa xác định            | Chưa xác định            | Chưa xác định            | Chưa xác định            | Chưa xác định            |
| 2032                              | Chưa xác định            | Chưa xác định            | Chưa xác định            | Chưa xác định            | Chưa xác định            | Chưa xác định            | Chưa xác định            |
| Tổng cộng                         | 6/17 2 lần á quân        | 17                       | 3                        | 4                        | 10                       | 23                       | 41                       |

### UEFA Nations League
| Thành tích tại UEFA Nations League | Thành tích tại UEFA Nations League | Thành tích tại UEFA Nations League | Thành tích tại UEFA Nations League | Thành tích tại UEFA Nations League | Thành tích tại UEFA Nations League | Thành tích tại UEFA Nations League | Thành tích tại UEFA Nations League | Thành tích tại UEFA Nations League | Thành tích tại UEFA Nations League | Thành tích tại UEFA Nations League |
| Mùa giải                           | Hạng đấu                           | Bảng                               | Pld                                | W                                  | D                                  | L                                  | GF                                 | GA                                 | RK                                 |                                    |
| ---------------------------------- | ---------------------------------- | ---------------------------------- | ---------------------------------- | ---------------------------------- | ---------------------------------- | ---------------------------------- | ---------------------------------- | ---------------------------------- | ---------------------------------- | ---------------------------------- |
| 2018–19                            | C                                  | 4                                  | 6                                  | 4                                  | 2                                  | 0                                  | 11                                 | 4                                  | 27th                               |                                    |
| 2020–21                            | B                                  | 3                                  | 6                                  | 1                                  | 3                                  | 2                                  | 9                                  | 7                                  | 27th                               |                                    |
| 2022–23                            | B                                  | 4                                  | 6                                  | 4                                  | 1                                  | 1                                  | 13                                 | 5                                  | 19th                               |                                    |
| Tổng cộng                          | Tổng cộng                          | Tổng cộng                          | 18                                 | 9                                  | 6                                  | 3                                  | 33                                 | 16                                 | 19th                               |                                    |

## Lịch thi đấu

### 2024
| 21 tháng 3 Giao hữu | Nga                                                                            | 4–0      | Serbia | Moscow, Nga                                                                           |  |
| 20:00 UTC+3         | - An. Miranchuk 21' (ph.đ.) - Osipenko 32' - Al. Miranchuk 55' - Sergeev 90+1' | Chi tiết |        | Sân vận động: VTB Arena Lượng khán giả: 23,679 Trọng tài: Arda Kardeşler (Thổ Nhĩ Kỳ) |  |

| 25 tháng 3 Giao hữu | Síp | 0–1      | Serbia                | Larnaca, Síp                                          |  |
| 18:00               |     | Chi tiết | - Milinković-Savić 7' | Sân vận động: AEK Arena Trọng tài: Marco Di Bello (Ý) |  |

| 4 tháng 6 Giao hữu | Áo                             | 2–1      | Serbia         | Vienna, Áo                                                                    |  |
| 20:45              | - Wimmer 10' - Baumgartner 13' | Chi tiết | - Pavlović 35' | Sân vận động: Sân vận động Ernst Happel Trọng tài: António Nobre (Bồ Đào Nha) |  |

| 8 tháng 6 Giao hữu | Thụy Điển | 0–3      | Serbia                                               | Solna, Thụy Điển                                            |  |
| 18:00              |           | Chi tiết | - S. Milinković-Savić 18' - Mitrović 60' - Tadić 70' | Sân vận động: Friends Arena Trọng tài: Jasper Vergoote (Bỉ) |  |

| 16 tháng 6 UEFA Euro 2024 | Serbia | 0–1      | Anh              | Gelsenkirchen, Đức                                                                  |  |
| 21:00                     |        | Chi tiết | - Bellingham 13' | Sân vận động: Arena AufSchalke Lượng khán giả: 48,953 Trọng tài: Daniele Orsato (Ý) |  |

| 20 tháng 6 UEFA Euro 2024 | Slovenia        | 1–1      | Serbia        | Munich, Đức                                                                           |  |
| 15:00                     | - Karničnik 69' | Chi tiết | - Jović 90+5' | Sân vận động: Allianz Arena Lượng khán giả: 63,028 Trọng tài: István Kovács (România) |  |

| 25 tháng 6 UEFA Euro 2024 | Đan Mạch | 0–0      | Serbia | Munich, Đức                                                     |  |
| 21:00                     |          | Chi tiết |        | Sân vận động: Allianz Arena Trọng tài: François Letexier (Pháp) |  |

| 5 tháng 9 UEFA Nations League 2024–25 | Serbia | v        | Tây Ban Nha | Belgrade, Serbia                  |  |
| 20:45                                 |        | Chi tiết |             | Sân vận động: Sân vận động Sao Đỏ |  |

| 8 tháng 9 UEFA Nations League 2024–25 | Đan Mạch | v        | Serbia | Copenhagen, Đan Mạch              |  |
| 18:00                                 |          | Chi tiết |        | Sân vận động: Sân vận động Parken |  |

| 12 tháng 10 UEFA Nations League 2024–25 | Serbia | v        | Thụy Sĩ | Belgrade, Serbia                    |  |
| 20:45                                   |        | Chi tiết |         | Sân vận động: Sân vận động Partizan |  |

| 15 tháng 10 UEFA Nations League 2024–25 | Tây Ban Nha | v        | Serbia | Huelva, Tây Ban Nha                        |  |
| 20:45                                   |             | Chi tiết |        | Sân vận động: Sân vận động Nuevo Colombino |  |

| 15 tháng 11 UEFA Nations League 2024–25 | Thụy Sĩ | v        | Serbia | Thụy Sĩ           |  |
| 20:45                                   |         | Chi tiết |        | Sân vận động: TBD |  |

| 18 tháng 11 UEFA Nations League 2024–25 | Serbia | v        | Đan Mạch | Belgrade, Serbia                  |  |
| 20:45                                   |        | Chi tiết |          | Sân vận động: Sân vận động Sao Đỏ |  |

## Đội hình hiện tại
Đây là đội hình đã hoàn thành UEFA Euro 2024.

Số lần ra sân và bàn thắng tính đến ngày 25 tháng 6 năm 2024 sau trận gặp Đan Mạch.

| Số | VT | Cầu thủ                            | Ngày sinh (tuổi)  | Trận | Bàn | Câu lạc bộ        |
| -- | -- | ---------------------------------- | ----------------- | ---- | --- | ----------------- |
| 1  | TM | Predrag Rajković                   | 31 tháng 10, 1995 | 35   | 0   | Mallorca          |
| 12 | TM | Đorđe Petrović                     | 8 tháng 10, 1999  | 3    | 0   | Chelsea           |
| 23 | TM | Vanja Milinković-Savić             | 20 tháng 2, 1997  | 19   | 0   | Torino            |
|    |    |                                    |                   |      |     |                   |
| 2  | HV | Strahinja Pavlović                 | 24 tháng 5, 2001  | 38   | 4   | Red Bull Salzburg |
| 3  | HV | Nemanja Stojić                     | 15 tháng 1, 1998  | 2    | 0   | Red Star Belgrade |
| 4  | HV | Nikola Milenković                  | 12 tháng 10, 1997 | 56   | 3   | Fiorentina        |
| 6  | HV | Nemanja Gudelj                     | 16 tháng 11, 1991 | 64   | 1   | Sevilla           |
| 13 | HV | Miloš Veljković                    | 26 tháng 9, 1995  | 33   | 1   | Werder Bremen     |
| 15 | HV | Srđan Babić                        | 22 tháng 4, 1996  | 8    | 1   | Spartak Moscow    |
| 24 | HV | Uroš Spajić                        | 13 tháng 2, 1993  | 21   | 0   | Red Star Belgrade |
| 25 | HV | Filip Mladenović                   | 15 tháng 8, 1991  | 34   | 1   | Panathinaikos     |
|    |    |                                    |                   |      |     |                   |
| 5  | TV | Nemanja Maksimović                 | 26 tháng 1, 1995  | 49   | 0   | Panathinaikos     |
| 10 | TV | Dušan Tadić (đội trưởng)           | 20 tháng 11, 1988 | 111  | 23  | Fenerbahçe        |
| 11 | TV | Filip Kostić                       | 1 tháng 11, 1992  | 64   | 3   | Juventus          |
| 14 | TV | Andrija Živković                   | 11 tháng 7, 1996  | 49   | 1   | PAOK              |
| 16 | TV | Srđan Mijailović                   | 10 tháng 11, 1993 | 8    | 0   | Red Star Belgrade |
| 17 | TV | Ivan Ilić                          | 17 tháng 3, 2001  | 19   | 0   | Torino            |
| 19 | TV | Lazar Samardžić                    | 24 tháng 2, 2002  | 11   | 0   | Udinese           |
| 20 | TV | Sergej Milinković-Savić            | 27 tháng 2, 1995  | 54   | 9   | Al Hilal          |
| 21 | TV | Mijat Gaćinović                    | 8 tháng 2, 1995   | 28   | 2   | AEK Athens        |
| 22 | TV | Saša Lukić                         | 13 tháng 8, 1996  | 49   | 2   | Fulham            |
| 26 | TV | Veljko Birmančević                 | 5 tháng 3, 1998   | 7    | 0   | Sparta Prague     |
|    |    |                                    |                   |      |     |                   |
| 7  | TĐ | Dušan Vlahović                     | 28 tháng 1, 2000  | 30   | 13  | Juventus          |
| 8  | TĐ | Luka Jović                         | 23 tháng 12, 1997 | 38   | 11  | Milan             |
| 9  | TĐ | Aleksandar Mitrović (vice-captain) | 16 tháng 9, 1994  | 94   | 58  | Al Hilal          |
| 18 | TĐ | Petar Ratkov                       | 18 tháng 8, 2003  | 1    | 0   | Red Bull Salzburg |

### Triệu tập gần đây
Các cầu thủ dưới đây được triệu tập trong vòng 12 tháng.
| Vt | Cầu thủ              | Ngày sinh (tuổi)  | Số trận | Bt | Câu lạc bộ             | Lần cuối triệu tập             |
| -- | -------------------- | ----------------- | ------- | -- | ---------------------- | ------------------------------ |
| TM | Aleksandar Jovanović | 6 tháng 12, 1992  | 1       | 0  | Partizan               | UEFA Euro 2024PRE              |
| TM | Mile Svilar          | 27 tháng 8, 1999  | 1       | 0  | Roma                   | v. Nga, 21 March 2024PRE / SUS |
| TM | Filip Stanković      | 25 tháng 2, 2002  | 0       | 0  | Sampdoria              | v. Bulgaria, 19 November 2023  |
| TM | Boris Radunović      | 26 tháng 5, 1996  | 0       | 0  | Cagliari               | v. Montenegro, 17 October 2023 |
|    |                      |                   |         |    |                        |                                |
| HV | Strahinja Eraković   | 22 tháng 1, 2001  | 8       | 1  | Zenit Saint Petersburg | UEFA Euro 2024PRE              |
| HV | Jan-Carlo Simić      | 2 tháng 5, 2005   | 0       | 0  | Milan                  | UEFA Euro 2024PRE              |
| HV | Erhan Mašović        | 22 tháng 11, 1998 | 5       | 0  | VfL Bochum             | v. Síp, 25 March 2024          |
| HV | Milan Gajić          | 28 tháng 1, 1996  | 2       | 0  | CSKA Moscow            | v. Síp, 25 March 2024          |
| HV | Matija Nastasić      | 28 tháng 3, 1993  | 34      | 0  | Mallorca               | v. Nga, 21 March 2024PRE       |
| HV | Aleksa Terzić        | 17 tháng 8, 1999  | 6       | 0  | Red Bull Salzburg      | v. Nga, 21 March 2024INJ       |
| HV | Mihajlo Ilić         | 4 tháng 7, 2003   | 0       | 0  | Bologna                | v. Bỉ, 15 November 2023PRE     |
| HV | Mihailo Ristić       | 31 tháng 10, 1995 | 9       | 0  | Celta                  | v. Hungary, 14 October 2023INJ |
|    |                      |                   |         |    |                        |                                |
| TV | Nemanja Radonjić     | 15 tháng 2, 1996  | 44      | 5  | Mallorca               | UEFA Euro 2024PRE              |
| TV | Saša Zdjelar         | 20 tháng 3, 1995  | 5       | 0  | CSKA Moscow            | UEFA Euro 2024PRE              |
| TV | Aleksandar Ćirković  | 21 tháng 9, 2001  | 0       | 0  | TSC Bačka Topola       | UEFA Euro 2024PRE              |
| TV | Matija Gluščević     | 13 tháng 6, 2004  | 0       | 0  | Radnički 1923          | UEFA Euro 2024PRE              |
| TV | Filip Đuričić RET    | 30 tháng 1, 1992  | 44      | 5  | Panathinaikos          | v. Bulgaria, 19 November 2023  |
| TV | Marko Grujić         | 13 tháng 4, 1996  | 24      | 0  | Porto                  | v. Bulgaria, 19 November 2023  |
| TV | Uroš Račić           | 17 tháng 3, 1998  | 12      | 0  | Sassuolo               | v. Bulgaria, 19 November 2023  |
| TV | Darko Lazović        | 15 tháng 9, 1990  | 29      | 1  | Hellas Verona          | v. Bỉ, 15 November 2023PRE     |
| TV | Stefan Mitrović      | 15 tháng 8, 2002  | 2       | 0  | Hellas Verona          | v. Bỉ, 15 November 2023PRE     |
| TV | Vladimir Lučić       | 28 tháng 6, 2002  | 1       | 0  | Red Star Belgrade      | v. Bỉ, 15 November 2023PRE     |
|    |                      |                   |         |    |                        |                                |
| TĐ | Samed Baždar         | 31 tháng 1, 2004  | 1       | 0  | Partizan               | UEFA Euro 2024PRE              |
| TĐ | Mihailo Ivanović     | 29 tháng 11, 2004 | 0       | 0  | Vojvodina              | UEFA Euro 2024PRE              |

## Kỷ lục

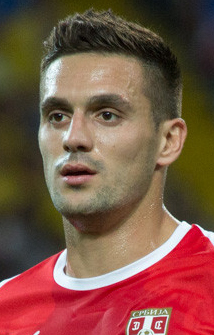
Dušan Tadić là cầu thủ khoác áo đội tuyển quốc gia nhiều nhất với 111 trận

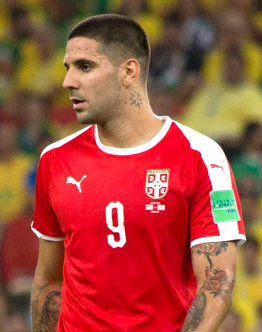
Aleksandar Mitrović là cầu thủ ghi nhiều bàn thắng nhất cho đội tuyển quốc gia với 57 bàn.

Tính đến 25 tháng 6 năm 2024

### Thi đấu nhiều nhất
| #  | Cầu thủ             | Năm thi đấu | Số trận | Bàn thắng |
| -- | ------------------- | ----------- | ------- | --------- |
| 1  | Dušan Tadić         | 2008–nay    | 111     | 23        |
| 2  | Branislav Ivanović  | 2005–2018   | 105     | 13        |
| 3  | Dejan Stanković     | 1998–2013   | 103     | 15        |
| 4  | Savo Milošević      | 1994–2008   | 102     | 37        |
| 5  | Aleksandar Kolarov  | 2008–2020   | 94      | 11        |
| 6  | Aleksandar Mitrović | 2013–nay    | 94      | 58        |
| 7  | Dragan Džajić       | 1964–1979   | 85      | 23        |
| 8  | Dragan Stojković    | 1983–2001   | 84      | 15        |
| 8  | Vladimir Stojković  | 2006–2018   | 84      | 0         |
| 10 | Zoran Tošić         | 2007–2016   | 76      | 11        |

### Ghi nhiều bàn thắng nhất
| #  | Cầu thủ             | Năm thi đấu | Bàn thắng | Số trận | Hiệu suất |
| -- | ------------------- | ----------- | --------- | ------- | --------- |
| 1  | Aleksandar Mitrović | 2013–nay    | 58        | 94      | 0.66      |
| 2  | Stjepan Bobek       | 1946–1956   | 38        | 63      | 0.60      |
| 3  | Savo Milošević      | 1994–2008   | 37        | 102     | 0.36      |
| 3  | Blagoje Marjanović  | 1926–1938   | 37        | 58      | 0.64      |
| 3  | Milan Galić         | 1959–1965   | 37        | 51      | 0.72      |
| 6  | Rajko Mitić         | 1946–1957   | 32        | 59      | 0.54      |
| 7  | Dušan Bajević       | 1970–1977   | 29        | 37      | 0.78      |
| 8  | Todor Veselinović   | 1953–1961   | 28        | 37      | 0.76      |
| 9  | Predrag Mijatović   | 1989–2003   | 27        | 73      | 0.37      |
| 10 | Borivoje Kostić     | 1956–1964   | 26        | 33      | 0.79      |